# 117 (število)
117 (stó sédemnajst) je naravno število, za katero velja 117 = 116 + 1 = 118 - 1.

## V matematiki
- sestavljeno število.
- deveto petkotniško število {\displaystyle 117=9(3\cdot 9-1)/2\,\!}.
- najmanjša možna dolžina največje stranice v Heronovem štirikotniku (katerega dolžine stranic so vse racionalna števila).
- Harshadovo število.

## Drugo

### Leta
- 117 pr. n. št.
- 117, 1117, 2117